# جموح تأثير الاحتباس الحراري

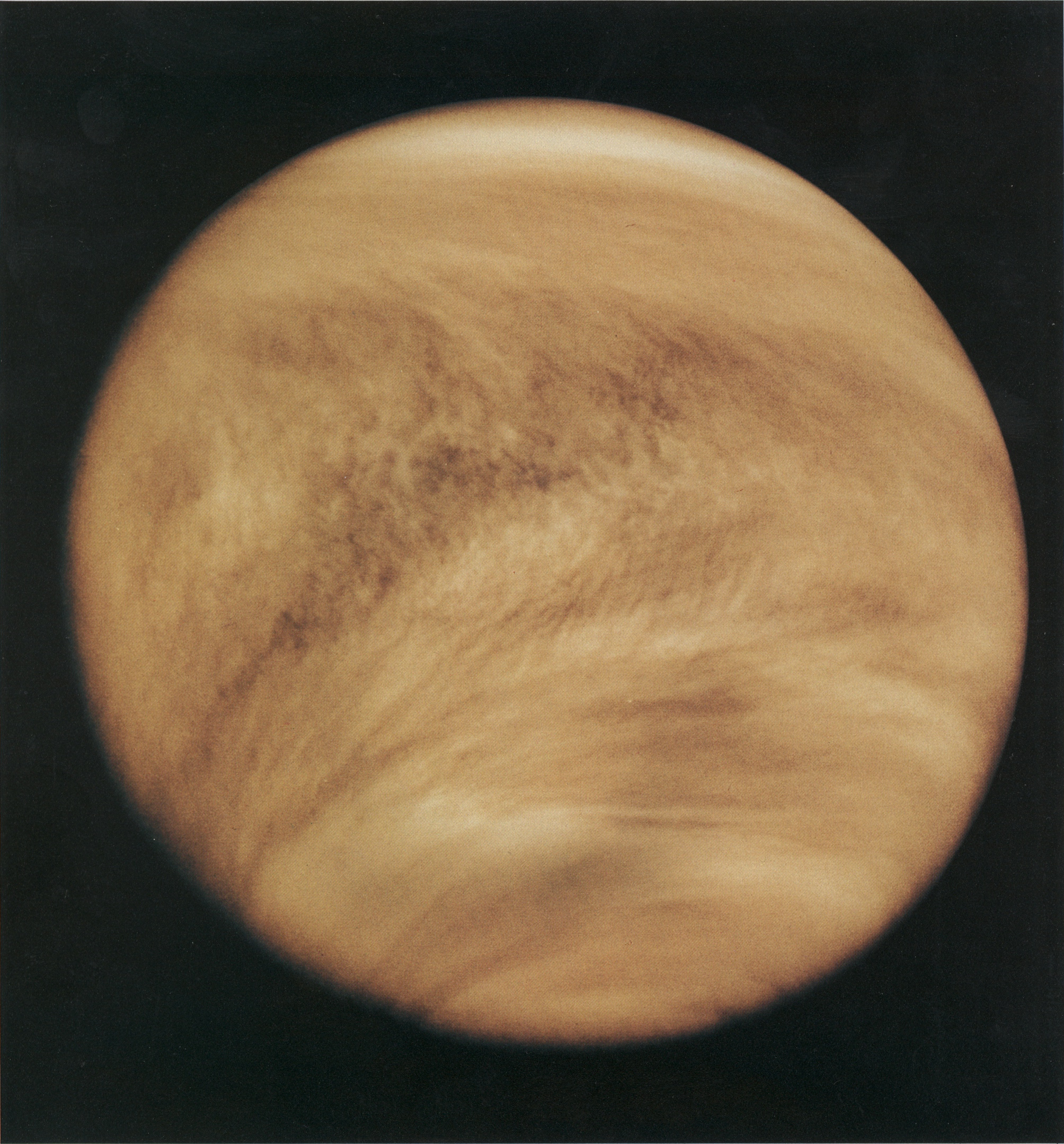
كوكب الزهرة

جموح تأثير الاحتباس الحراري (بالإنجليزية: Runaway greenhouse effect)‏، هو وصف الفرق في درجات حرارة السطح بين الأرض (متوسط درجة الحرارة السطحية 15 C°) والزهرة (450 C°). هذا المستوى من الحرارة على الزهرة ليس بسبب قربها من الشمس. سبب هذه الظاهرة على كوكب الزهرة هو التركيز المرتفع للغازات المسببة للاحتباس الحراري في الغلاف الجوي، والذي بدوره يسبب ارتفاع درجة حرارة الكوكب. هذا الجموح يسبب الدوام في ارتفاع درجة حرارة السطح. فقدان الماء السائل نتيجة للتبخر والتحلل الضوئي اللاحق لجزيئات الماء H2O، وفقدان الهيدروجين الذري H في الفضاء في وقت مبكر من حياة كوكب الزهرة، تسبب في تراكم ثاني أكسيد الكربون CO2 في الغلاف الجوي لهذا الكوكب. باعتبار ثاني أكسيد الكربون غاز دفيء، فإنه يمتص الأشعة تحت الحمراء المنعكسة من سطح الكوكب، ويتسبب في ارتفاع درجات الحرارة في الغلاف الجوي ويمنع إزالة ثاني أكسيد الكربون بامتصاصه بمياه المطر وعمليات ترسيب ثاني أكسيد الكربون على شكل كربونات.

## نظرة تاريخية
في حين أن أندرو إنجرسول، عالم في معهد كاليفورنيا للتكنولوجيا، هو من صاغ المصطلح في ورقة وصفت نموذجًا لغلاف كوكب الزهرة الجوي، نشر جورج سيمبسون الفكرة الأولية للحد من الأشعة تحت الحمراء الصادرة من الأرض في عام 1927. قام ماكوتو كوماباياشي في جامعة ناغويا باستكشاف الفيزياء الخاصة بجموح تأثير الاحتباس الحراري. بافتراض وجود طبقة ستراتوسفير مشبعة ببخار الماء، قام كل من كوماباياشي وإنجرسول بشكل مستقل بحساب الحد الأقصى للأشعة تحت الحمراء الصادرة التي تؤدي إلى جموح تأثير الاحتباس الحراري. يُعرف الحد الآن باسم كوماباياشي إنجرسول اعترافاً بجهودهما.

## علاقة جموح تأثير الاحتباس الحراري بصلاحية الحياة
استُخدم مفهوم النطاق الصالح للحياة من قِبل علماء الكواكب وعلماء الأحياء الفلكية لتحديد المنطقة المدارية حول النجوم حيث يمكن للكواكب (أو الأقمار) أن تحتوي على ماء سائل. بموجب هذا التعريف، تُحدد الحافة الداخلية للمنطقة الصالحة للحياة (أي، أقرب نقطة إلى النجم حيث لا يمكن للكوكب الحفاظ على الماء بحالته السائلة) من خلال حد إشعاع الموجات الطويلة الخارجة الذي يحدث بعده جموح تأثير الاحتباس الحراري  ( مثلًا، حد سيمبسون ناكاجيما). ذلك لأن بعد الكوكب عن نجمه المضيف يحدد مقدار تدفق الإشعاع النجمي الذي يتلقاها الكوكب، والذي يحدد بدوره كمية إشعاع الموجات الطويلة الخارجة التي يشعها الكوكب مرة أخرى إلى الفضاء. في حين تُحدد المنطقة الداخلية الصالحة للسكن عادةً باستخدام حد سيمبسون ناكاجيما، يمكن أن تُحدد أيضاً نسبةً لحد الاحتباس الحراري الرطب، على الرغم من أن الفرق بين الاثنين صغير في الغالب.
يعتمد حساب الحافة الداخلية للمنطقة الصالحة للسكن بشدة على النموذج المستخدم لحساب حد سيمبسون ناكاجيما أو حد الاحتباس الحراري الرطب. لقد تطورت النماذج المناخية المستخدمة لحساب هذه الحدود بمرور الوقت، إذ افترضت بعض النماذج وجود غلاف جوي رمادي أحادي البعد، بينما استخدمت نماذج أخرى حل نقل إشعاعي كامل لنمذجة نطاقات امتصاص الماء وثاني أكسيد الكربون. اشتقت هذه النماذج السابقة، التي استخدمت النقل الإشعاعي، معاملات امتصاص الماء من قاعدة بيانات إتش آي تي آر إيه إن بينما تستخدم النماذج الأحدث قاعدة بيانات إتش آي إت إي إم بّي الأكثر حداثة ودقة، ما أنتج قيمًا حسابية مختلفة لحدود الإشعاع الحراري. أجريت حسابات أكثر دقة باستخدام نماذج مناخية ثلاثية الأبعاد تأخذ بعين الاعتبار تأثيرات على غرار دوران الكواكب ونسب خلط المياه المحلية بالإضافة إلى التغذية الراجعة للسحب. لا يزال تأثير السحب على حساب حدود الإشعاع الحراري محل نقاش.

## النظام الشمسي

### الزهرة
رمبا حدث جموح تأثير الاحتباس الحراري، الذي شمل بخار الماء وثاني أكسيد الكربون، على كوكب الزهرة. في هذا السيناريو، ربما امتلك كوكب الزهرة محيطاً عالمياً إذا كان الإشعاع الحراري الخارج أقل من حد سيمبسون ناكاجيما ولكن أعلى من حد الاحتباس الحراري الرطب. مع زيادة سطوع الشمس المبكرة، ازدادت كمية بخار الماء في الغلاف الجوي، ما أدى إلى زيادة درجة الحرارة وبالتالي زيادة تبخر المحيطات، ما أدى في النهاية إلى تبخر كل مياه المحيطات، وانتقال كل هذا البخار إلى الغلاف الجوي. يساعد هذا السيناريو في تفسير سبب وجود القليل من بخار الماء في الغلاف الجوي للزهرة اليوم. في حال احتوى كوكب الزهرة على مياه في البداية، فإن جموح تأثير الاحتباس الحراري كان من شأنه أن يؤدي إلى ترطيب طبقة الستراتوسفير للزهرة، ما سيؤدي إلى نفاذ المياه إلى الفضاء. تأتي بعض الأدلة على هذا السيناريو من نسبة الديوتيريوم إلى الهيدروجين العالية للغاية في الغلاف الجوي للكوكب، التي تعادل 150 مرة النسبة ذاتها في الغلاف الجوي للأرض، نظرًا لأن الهيدروجين الخفيف سوف يهرب من الغلاف الجوي بسهولة أكبر من نظيره الأثقل، الديوتيريوم. تسخن الشمس كوكب الزهرة  بدرجة تسمح لبخار الماء بالارتفاع عاليًا في الغلاف الجوي قبل أن يتحلل إلى هيدروجين وأكسجين بفعل الأشعة فوق البنفسجية. يمكن للهيدروجين أن يهرب بعد ذلك من الغلاف الجوي بينما تتحد ذرات الأكسجين مع بعضها أو ترتبط بالحديد على سطح الكوكب. يُعتقد أن نقص الماء على كوكب الزهرة بسبب جموح تأثير الاحتباس الحراري يفسر سبب عدم تمتع الزهرة بميزات سطحية متوافقة مع الصفائح التكتونية، ما يعني أنه كوكب بقشرة راكدة غير متحركة. يعود التركيز العالي لثاني أكسيد الكربون، الذي هو غاز الاحتباس الحراري السائد في الغلاف الجوي الحالي للزهرة، إلى ضعف عملية إعادة تدوير الكربون مقارنةً بالأرض، حيث يتم التخلص من ثاني أكسيد الكربون المنبعث من البراكين بكفاءة داخل الأرض عن طريق الصفائح التكتونية على مدى مقاييس زمنية جيولوجية من خلال دورة الكربونات والسيليكات، التي تتطلب حدوث عملية ترسيب.